# Down in Albion
Down in Albion — дебютный студийный альбом британской инди-рок-группы Babyshambles, лидером которой является английский музыкант и художник Пит Доэрти. Альбом был спродюсирован бывшим участником панк-группы The Clash Миком Джонсом и вышел 14 ноября 2005 года.

## История
На рубеже 2003/2004 года Пит Доэрти покинул свою первую группу The Libertines и основал собственный коллектив, Babyshambles. Их дебютный альбом Down in Albion был задуман Питом, как рассказ о красоте и чудовищности, полностью противоречащий по своему звучанию стилю The Libertines. Обложка альбома была нарисована лично Доэрти. Down in Albion сопровождался тремя синглами: «Killamangiro», «Albion» и «Fuck Forever». Первые два достигли 8-й строчки в британском хит-параде UK Singles Chart, третий — 4-й строчки. Сам альбом занял 32 место в списке «50-ти самых наркотических альбомов» (англ. 50 Druggiest Albums Ever) по версии журнала New Musical Express.

## Приём
Обозревательница Allmusic Хизер Фарес поставила альбому среднюю оценку 2.5 из 5. Фарес написала что «на протяжении всей своей карьеры Пит Доэрти всегда удивительно честно черпал вдохновение из самоуничтожения», отметила «задумчивые наркотические сказки» «Pipedown» и «8 Dead Boys», «нигилистически-романтические» «Fuck Forever» и «Loyalty Song», но в целом описала Down in Albion как «перегруженный сырыми песнями» и «не запоминающийся» альбом. Критик Pitchfork Рэйчел Конг оценила альбом на 7.7 из 10. Она отметила влияние творчества The Clash в таких песнях как «The 32 of December» и «Killamangiro», а также написала, что в Down in Albion «Пит Доэрти присвоил Альбион Уильяма Блейка, с его мотивами смерти, наркотиков и секса». Рецензент The Guardian Дориан Лински поставил альбому 3 из 5 и описал его как «фэнтезийный мир, в котором Пит Доэрти берёт на себя роль развратного эстета и капризного летописца старого доброго Альбиона». Автор также отметил, что Down in Albion, «как и его создатель, не лишён эксцентричного шарма».

## Список композиций
Все песни написаны Питом Доэрти, за исключением: «La Belle et la Bête», «Sticks and Stones», «Back from the Dead» — Доэрти с соавторстве с Питером Вульфом, «Fuck Forever», «Pipedown», «Loyalty Song» — Доэрти в соавторстве с Патриком Уолденом, и «What Katy Did Next» — Доэрти в соавторстве с Аланом Уоссом.
| #   | Название               | Продолжительность |
| --- | ---------------------- | ----------------- |
| 1.  | La Belle et la Bête    | 5:05              |
| 2.  | Fuck Forever           | 4:37              |
| 3.  | À rebours              | 3:23              |
| 4.  | The 32nd of December   | 3:08              |
| 5.  | Pipedown               | 2:35              |
| 6.  | Sticks and Stones      | 4:51              |
| 7.  | Killamangiro           | 3:13              |
| 8.  | 8 Dead Boys            | 4:16              |
| 9.  | In Love with a Feeling | 2:51              |
| 10. | Pentonville            | 3:49              |
| 11. | What Katy Did Next     | 3:07              |
| 12. | Albion                 | 5:24              |
| 13. | Back from the Dead     | 2:52              |
| 14. | Loyalty Song           | 3:32              |
| 15. | Up the Morning         | 5:43              |
| 16. | Merry Go Round         | 5:22              |

## Участники записи
- Пит Доэрти — вокал
- Патрик Уолден — гитара
- Дрю МакКоннелл — бас-гитара
- Адам Файсек — ударные

## Позиции в чартах
| Страна         | Позиция |
| -------------- | ------- |
| Австрия        | 52      |
| Великобритания | 10      |
| Германия       | 46      |
| Ирландия       | 28      |
| Италия         | 99      |
| Франция        | 72      |
| Швейцария      | 93      |
| Швеция         | 46      |
| Япония         | 36      |